# エンマ・チアルディ
エンマ・チアルディ（Emma Ciardi、1879年1月13日 - 1933年11月16日）は、イタリアの画家。風景画家、グリエルモ・チアルディの娘で、ヴェネツィアの街の風景などを描いた。

## 略歴
イタリアのヴェネツィアで生まれた。父親のグリエルモ・チアルディ(Guglielmo Ciardi: 1842-1917)はヴェネツィア生まれの風景画家で、1894年からヴェネツィア美術アカデミーの風景画の教授を務めていた。兄のベッペ・チアルディ(Beppe Ciardi:1875–1932)も風景画家になった。父親と兄と同じようにヴェネツィア美術アカデミーで学び、21歳になった1900年のパリ万国博覧会の展覧会に初めて出展した。トリノで展示会を開き、ヴェネツィア国際美術展(ヴェネツィア・ビエンナーレ)には1903年から1932年まで毎回、参加した。
ヴェネツィアなどイタリアの風景を描いた作品は。特にイギリス人やとアメリカ人に人気のある題材で、1910年にロンドンのレスター ギャラリーで最初の個展を開き、その後も、1913年、1928年、1933年にロンドンで作品展を開き、アメリカの市場では、1923年にニューヨークで展示会を開き、画商との販売契約を結んだ。
1933年にヴェネツィアで没した.。

## 作品

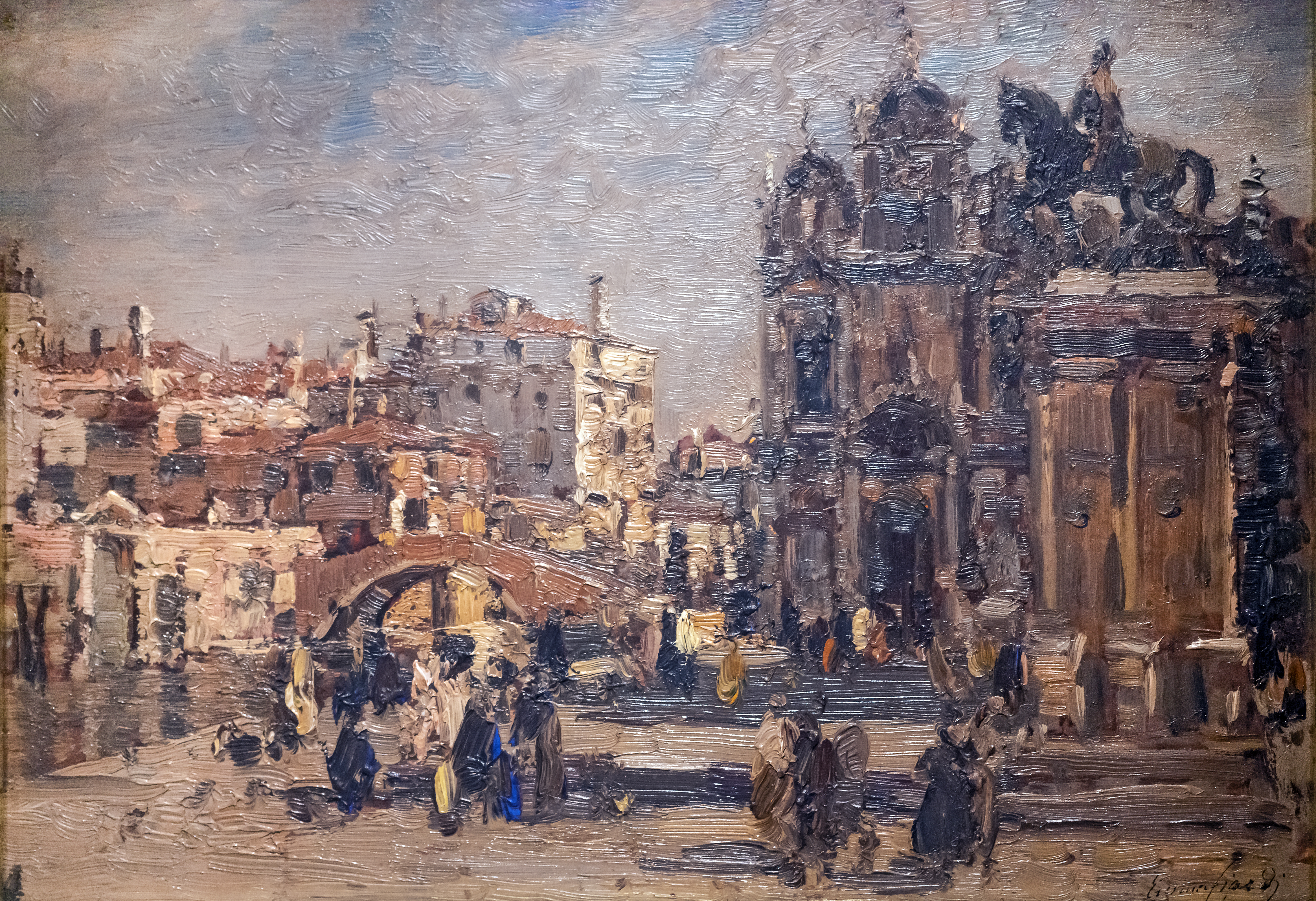
サンティ・ジョヴァンニ・エ・パオロ聖堂前の運河 カ・レッツォーニコ蔵
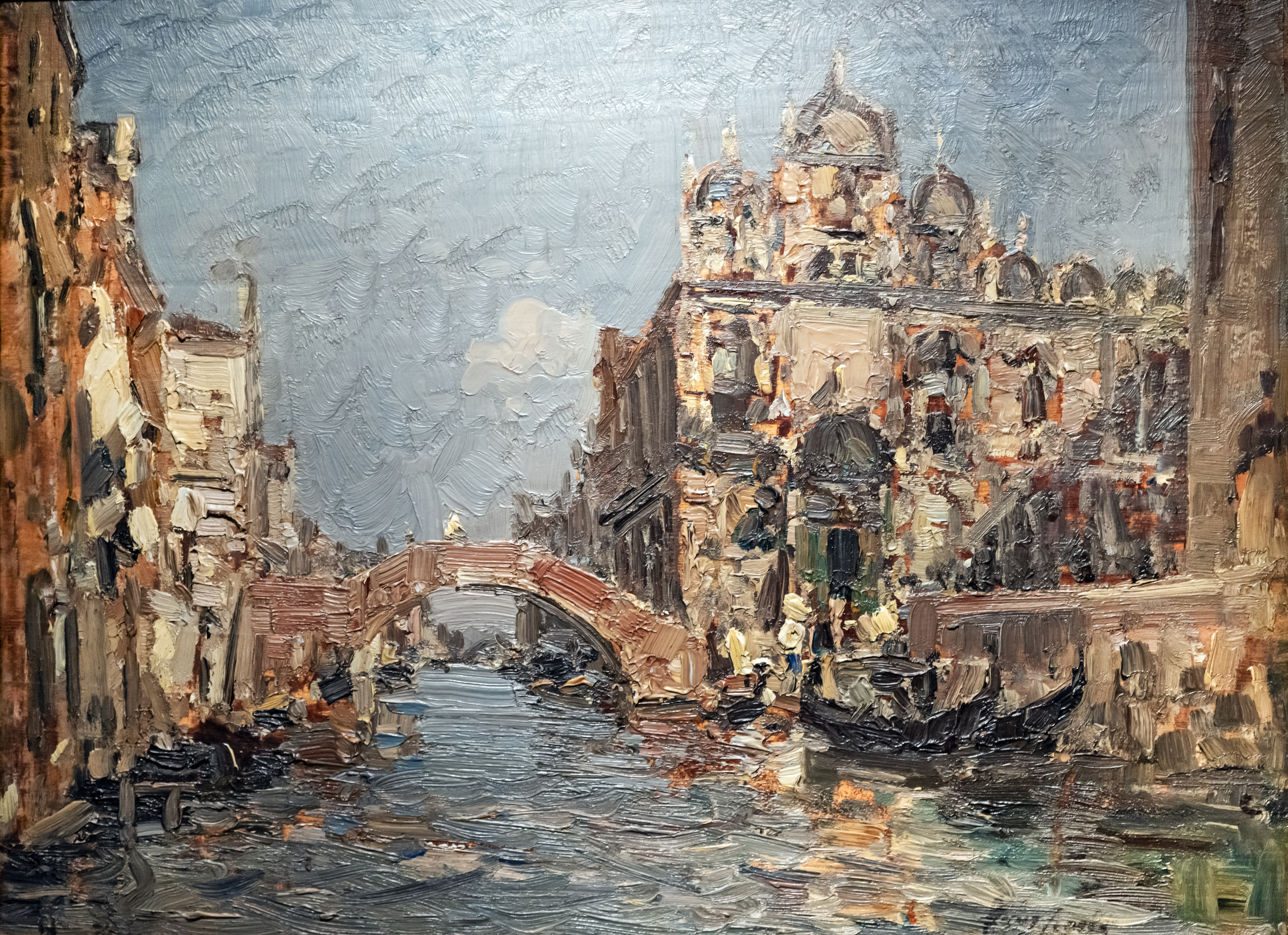
サンティ・ジョヴァンニ・エ・パオロ聖堂前の運河 カ・レッツォーニコ蔵
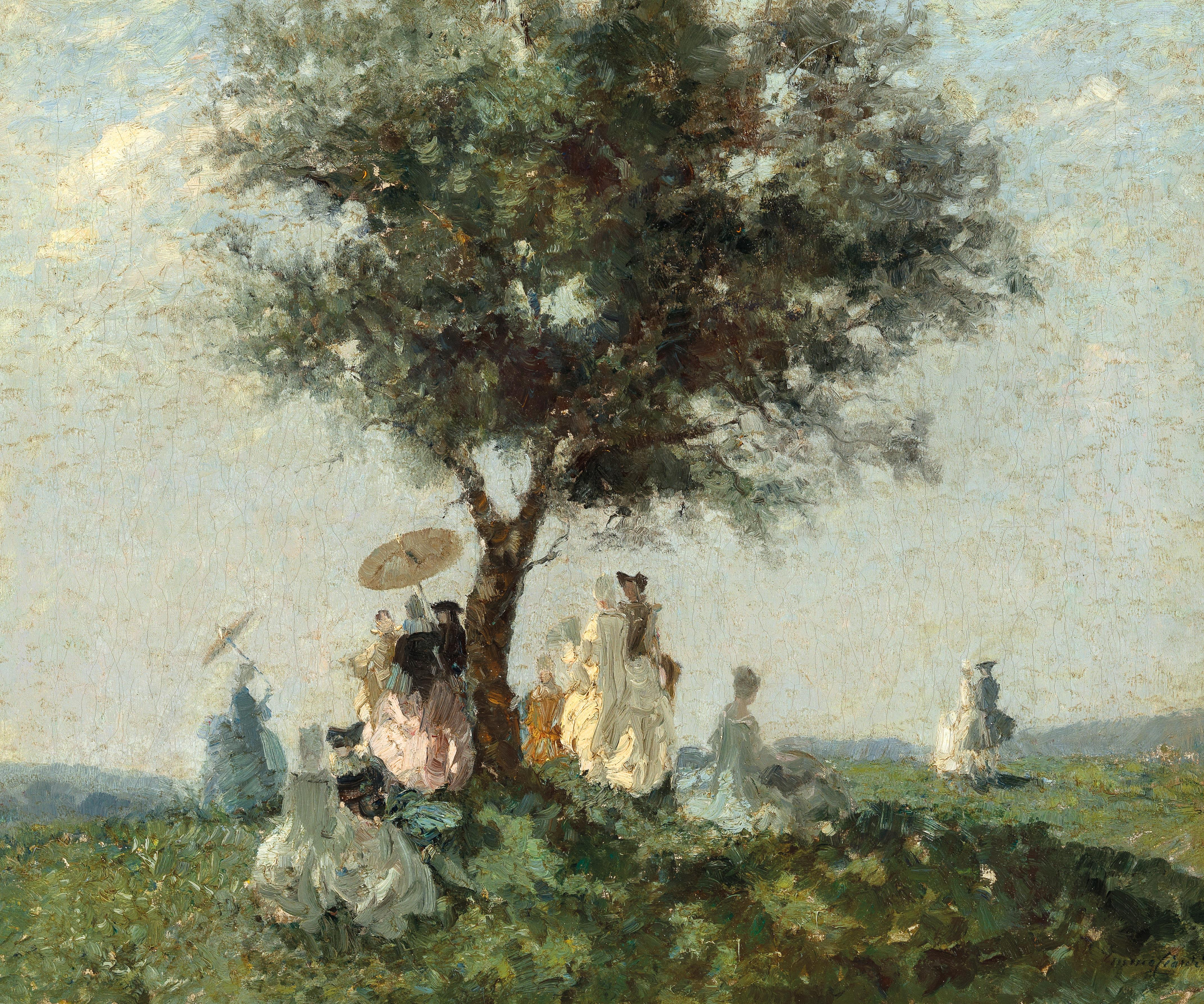
ピクニック(1923)
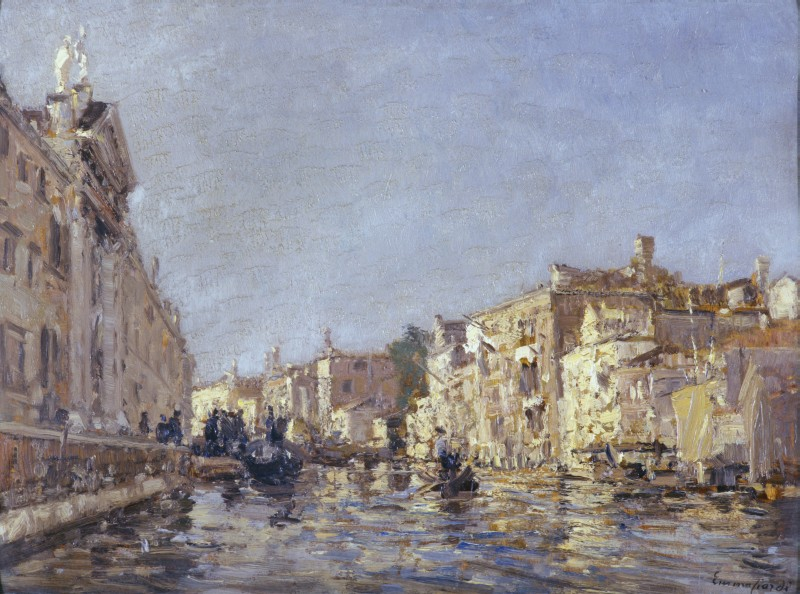
Rio di San Giovanni e Paolo a Venezia
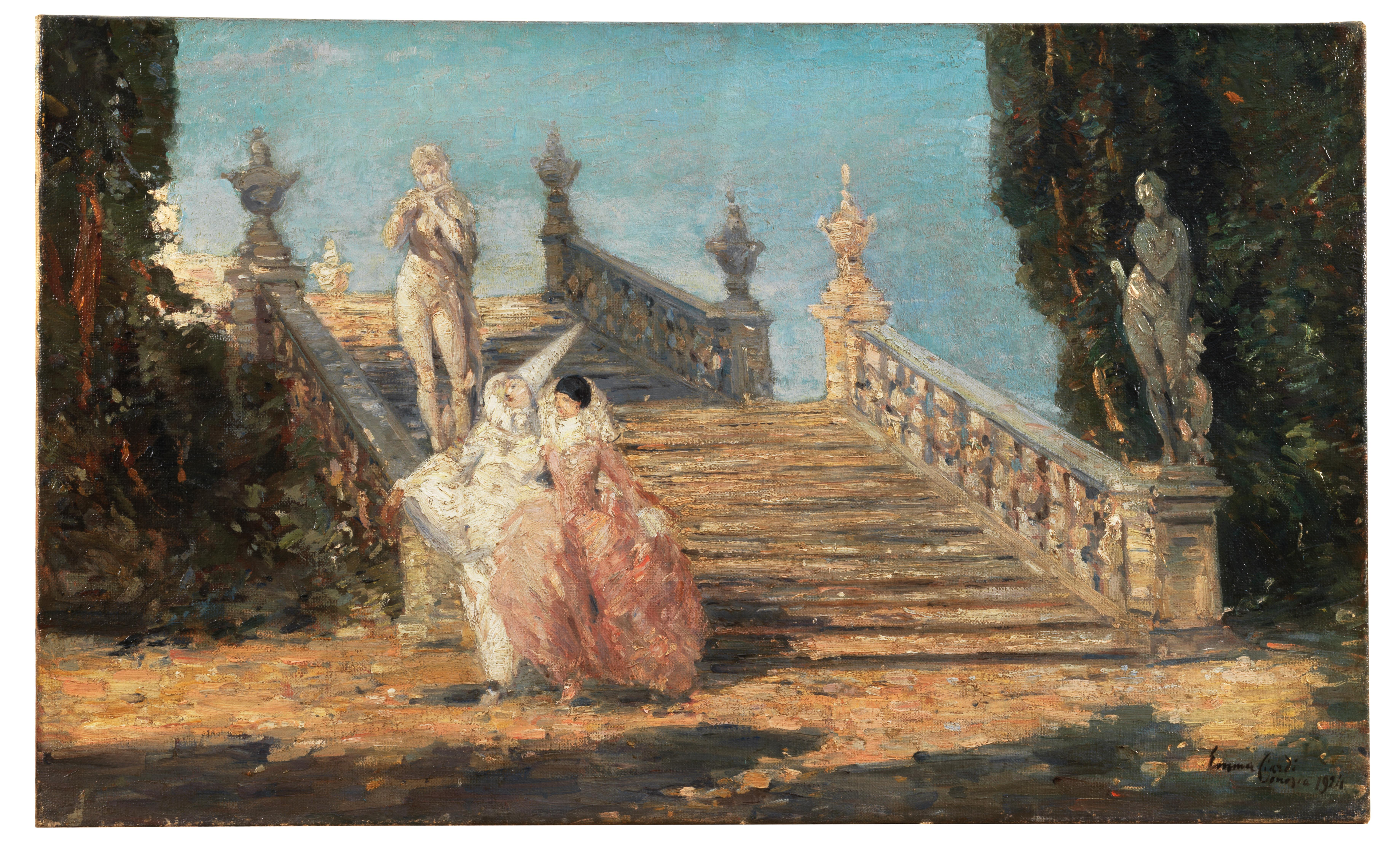
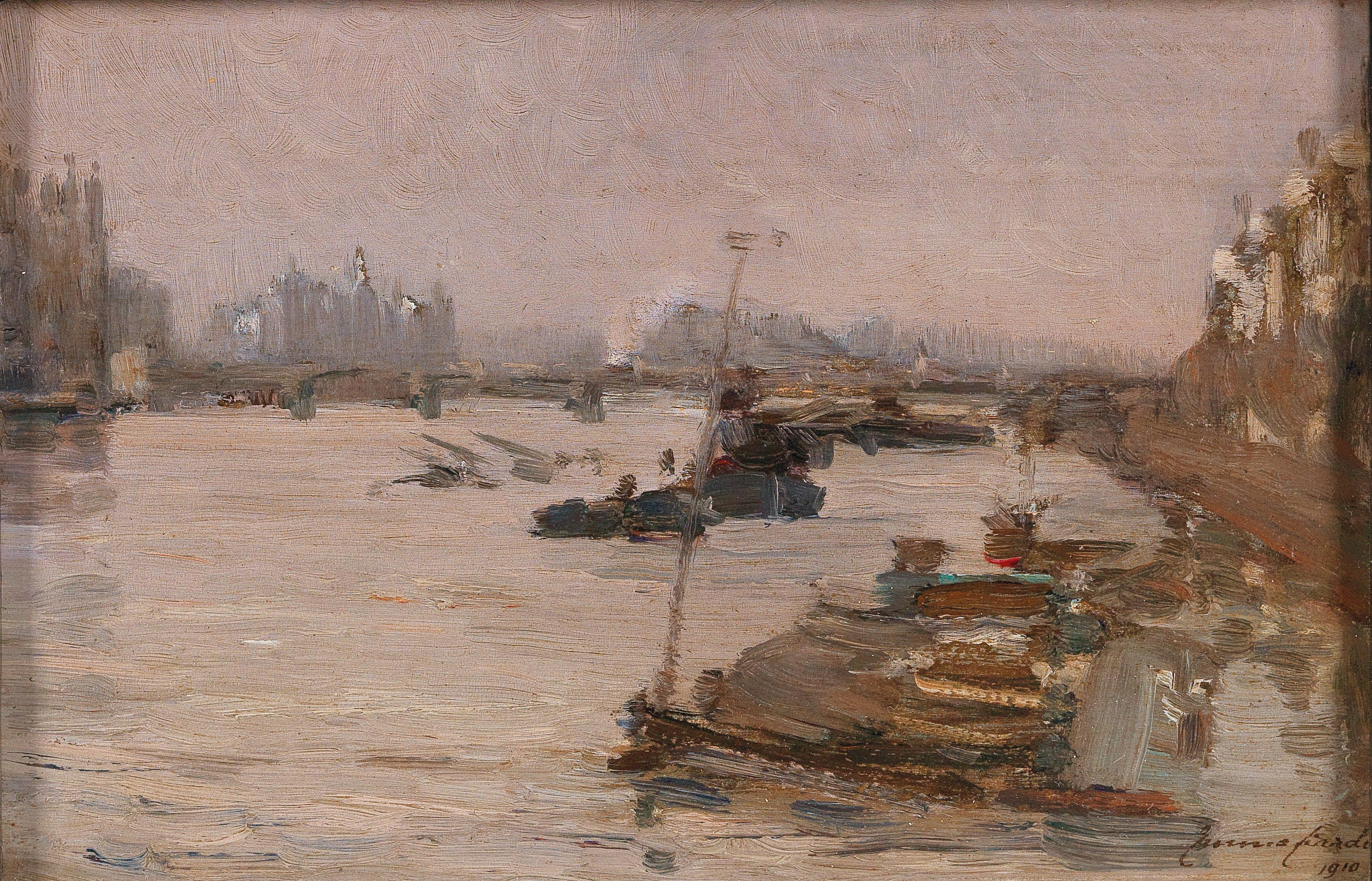
テムズ川